# 刘中山
刘中山（1929年—2021年2月22日），辽宁昌图人，中国人民解放军将领、中国人民解放军中将。
1993年，授予中国人民解放军中将，曾任国防科技大学政治委员。